# Xystrocera brunnea
Xystrocera brunnea là một loài bọ cánh cứng trong họ Cerambycidae.